# 22029 Johnshaw
22029 Johnshaw è un asteroide della fascia principale. Scoperto nel 1999, presenta un'orbita caratterizzata da un semiasse maggiore pari a 2,743221 UA e da un'eccentricità di 0,093291, inclinata di 4,303838° rispetto all'eclittica. Ha un diametro di 5,125 km e un'albedo di 0,117.
Fa parte della famiglia di asteroidi Nemesi.
John Shaw è un ingegnere astronautico e Vice Comandante in pensione dello U.S. Space Command. La sua esperienza e la sua leadership nel coordinamento con la NASA sono state determinanti nel promuovere la capacità dell'umanità di difendersi dalle minacce di impatto di asteroidi.